# Casati (cognome)
Casati è un cognome di lingua italiana.

## Varianti
Il cognome non presenta varianti.

## Origine e diffusione
Il cognome è tipicamente lombardo.
Potrebbe derivare dal termine "casato" inteso come legame parentale o da un toponimo, risultando quindi affine a Casa.

## Persone
- Domenico Casati (1943)– allenatore di calcio ed ex calciatore italiano
- Elena Casati (1824-1882) – attivista italiana
- Ettore Casati (1873-1945) – giurista e magistrato italiano